# USS Utah (BB-31)
Линейный корабль «Юта» (англ. USS Utah (BB-31)) — линкор типа «Флорида» флота США. Второй корабль в серии.
Участвовал в многочисленных учениях, был флагманом боевых соединений. В 1918 году взаимодействовал с английским Гранд-Флитом во время Первой мировой войны. Линкор был выведен из состава флота 1 июля 1931 года и использовался как учебный. 7 декабря 1941 года во время нападения на Пёрл-Харбор линкор «Юта» потоплен японскими авиационными торпедами.

## История создания
Заложен на верфях New York Shipbuilding Corporation (Камден, штат Нью-Джерси) 15 апреля 1909 года. 31 августа 1911 года линейный корабль «Юта» был зачислен в состав флота.

## Вооружение

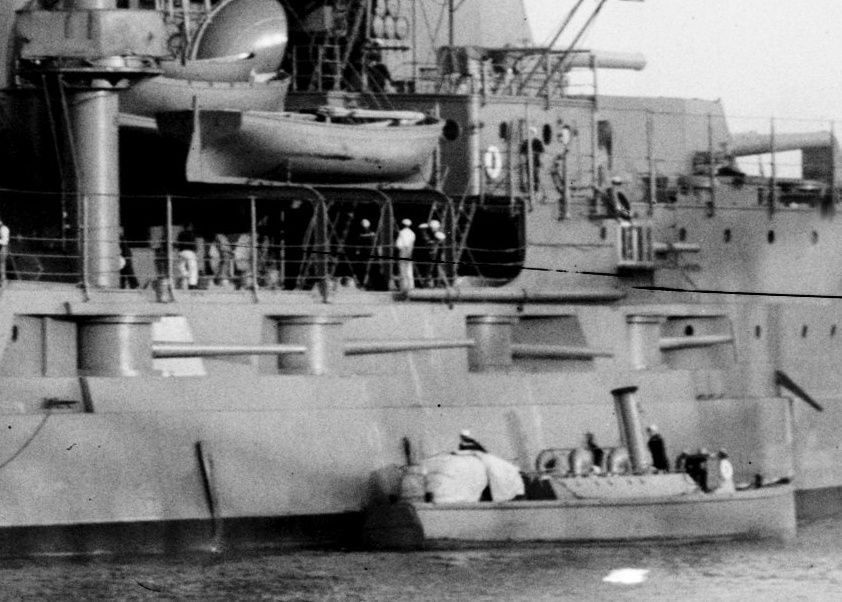
Противоминная артиллерия линкора «Юта»

Основным вооружением линкора «Юта» были десять 305-мм орудий Mark 6 c длиной ствола 45 калибров, расположенных в пяти башнях в диаметральной плоскости, по линейно-возвышенной схеме. Ствол орудия скреплялся шестью цилиндрами. Затворы орудий обслуживались вручную. Заряжание картузное. Заряд в шёлковом картузе содержал 140,6 кг пороха. Он придавал 394,6 кг бронебойному снаряду скорость в 823 м/с. При максимальном угле возвышения в 15° это давало максимальную дальность в 18 290 м. Боезапас составлял 100 снарядов на орудие.

## Служба
Корабль прошел длительный цикл испытаний, после которых в марте 1912 года был включен в Атлантический флот. Последующие полтора года «Юта» постоянно принимала участие в учениях, проводила боевую подготовку в составе Атлантического флота. «Юта» прошла плановый ремонт на Нью-Йоркской военно-морской верфи.
В начале 1914 года направился для участия в учениях, но из-за событий в Мексике был использован для пресечения доставки оружия временному президенту Викториано Уэрте. Вместе с другими кораблями блокировал военную контрабанду. По завершении операции летом вернулся в США.
Через год после вступления США в первую мировую войну 30 августа 1918 года линкор «Юта» отправился в Англию для присоединения к Гранд-Флиту. Участвовал вместе в боевом патрулировании в Северном море. Базировался в ирландском порту Бэнтри Бэй. После окончания Первой мировой войны сопровождал лайнер «SS George Washington» с президентом Вудро Вильсоном.

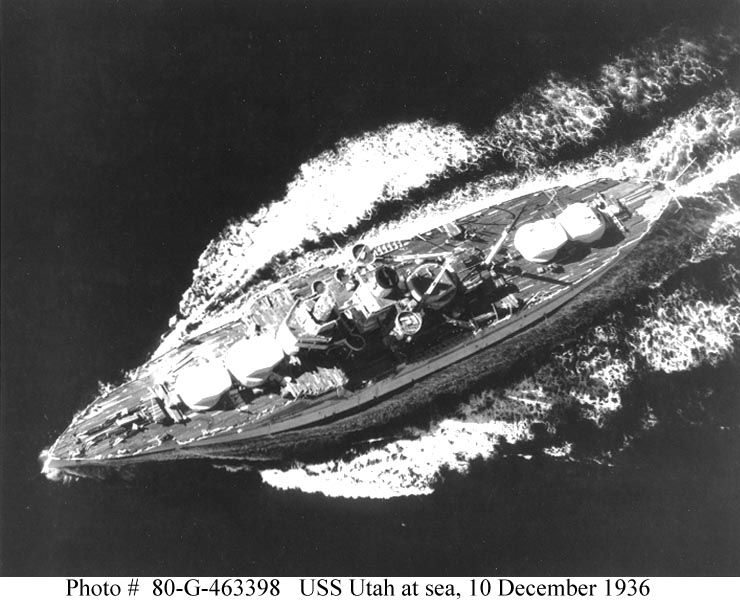
Учебный корабль «Юта» в море 1936 г.

Линкор вернулся в США и проводил боевую подготовку в Карибском море. Прошел частичную модернизацию по усилению бронирования и модернизации системы управления огнем, были установлены целеуказатели «follow the pointer» и «противоторпедные посты». В 1920-м году получил номер 31. В 1921-м как флагман ВМС США линкор «Юта» посетил западную Европу, пересек Гибралтар и вошел в Средиземное море. В октябре 1922 сменен крейсером «Питтсбург».
С октября 1922 года возглавил 6-ю дивизию линейных кораблей. «Юта» входил в состав сил разведывательного флота в течение 3-х лет.
С 22 ноября 1924 года по 18 марта 1925 года выполнял «дипломатическую миссию» посетив порты Южной Америки с американской делегацией на борту. Лето 1925 — в составе учебной эскадры.
С 31 октября 1925 года на верфях в Бостоне проводилась глубокая модернизация линкора по несколько измененному техническому заданию линкора «Флорида». Модернизация завершилась 28 октября 1927 года. После проведения боевой подготовки «Юта» отправился в Южную Америку, где совершил перевозку президента США Герберта К. Гувера из Монтевидео в Рио-де-Жанейро.
1 июля 1931 года, следуя Лондонскому военно-морскому соглашению, линкор был разоружен и исключён из состава флота. Переоборудован в радиоуправляемый корабль-мишень на норфолкской верфи. После переоборудования корабль сменил бортовой номер с ВВ-31 на AG-16. 8 лет использовался в качестве буксировщика мишеней для стрельб и бомбардировок палубной авиации. Участвовал в многочисленных учениях, осуществлял перевозку морской пехоты США. Был признан наиболее полезным и интенсивно используемым кораблем флота.
С 20 сентября 1936 года «Юта» — учебный центр для расчетов зенитных автоматов. На его борту прошли испытания многие образцы нового вооружения. В том числе так называемое «Чикагское пианино».

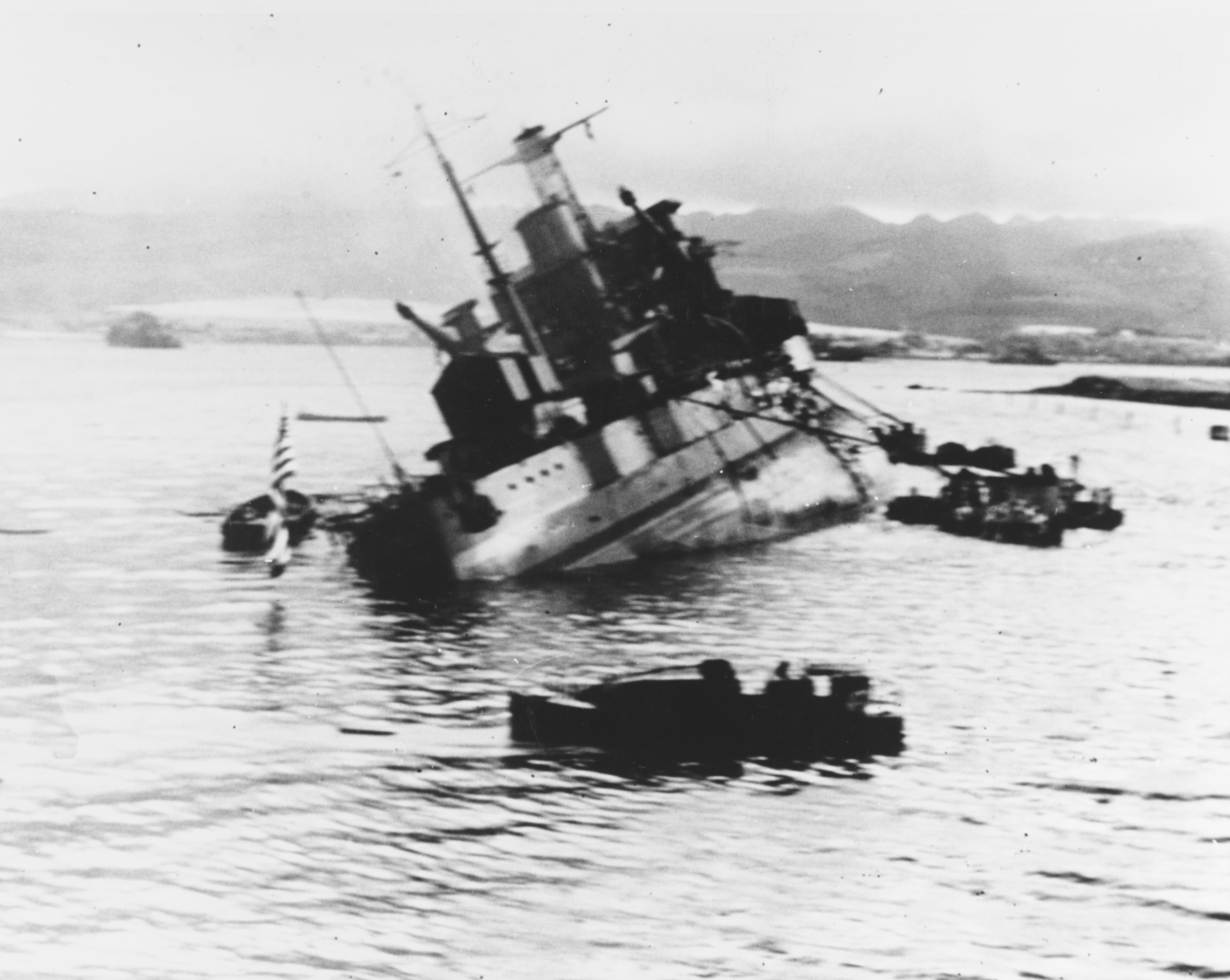
Корабль-мишень «Юта» тонет после атаки японских самолётов

Летом 1939 года корабль прошёл очередной ремонт и модернизацию, превратившись в многопрофильный испытательный центр. Начавшаяся война в Европе привела к форсированной подготовке курсантов для флота США. До мая 1941 года «Юта» постоянно участвовала в учениях флота, на её борту проходили обучение зенитчики.
С 31 мая по 26 августа на верфи «Пьюджет Саунд Нэйви Ярд» проходил ремонт корабля, были установлены 4 новые 127-мм/38, 2 х 28-мм автомата и 4 х 76,2-мм/50 зенитные пушки и 16 12,7-мм пулеметов. Бывший линкор был перекрашен в боевой тёмно-серый цвет. После модернизации корабль 14 сентября вышел к Гавайским островам. Базировался на Пёрл-Харбор.

## Гибель

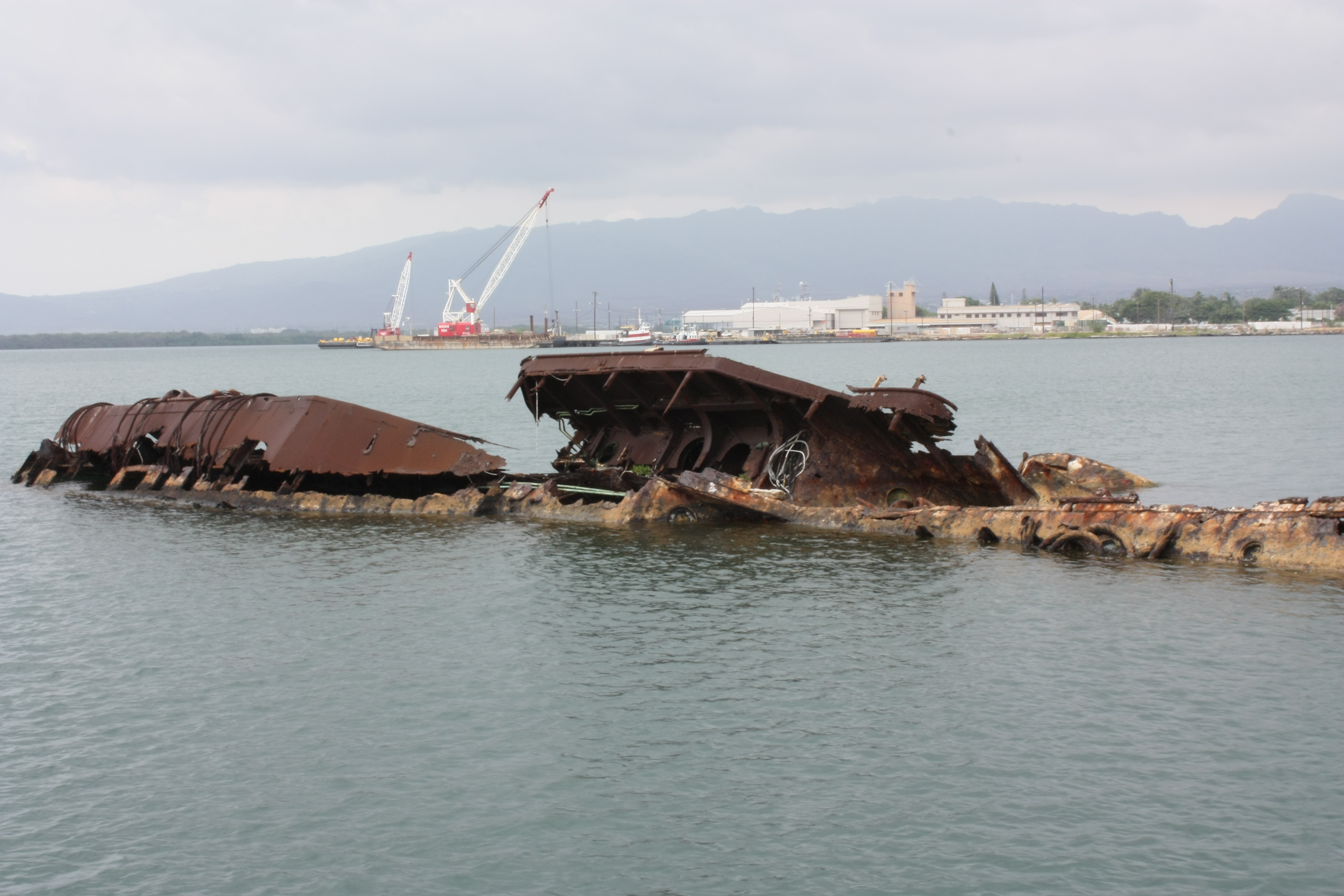
Остов линкора «Юта»

В момент нападения японцев на Пёрл-Харбор корабль стоял на бочке F-11 у острова Форд. В это воскресенье старшие офицеры находились на берегу, старший механик капитан 3 ранга Соломон С. Айсквит исполнял обязанности капитана.
Из-за установленного на палубе деревянного настила был принят японцами за авианосец. В 8:01 получил несколько попаданий авиаторпедами, затем был атакован бомбардировщиками. Через 10 минут после начала атаки, в 8:12 корабль перевернулся и затонул. В результате погибли 52 матроса и 4 офицера. Так как после японской атаки занимались спасением действующих линкоров, подъем «Юты» сочли нецелесообразным. С корабля демонтировали орудия и наиболее ценное оборудование, в том числе приборы управления огнём.
В настоящее время на месте гибели корабля устроен мемориал. После войны затопленный USS Utah был объявлен военным захоронением и мемориалом. «Юта», как корабль, погибший в бою, получил одну боевую звезду. Каждый день над остовом «Юты» поднимают американский флаг.

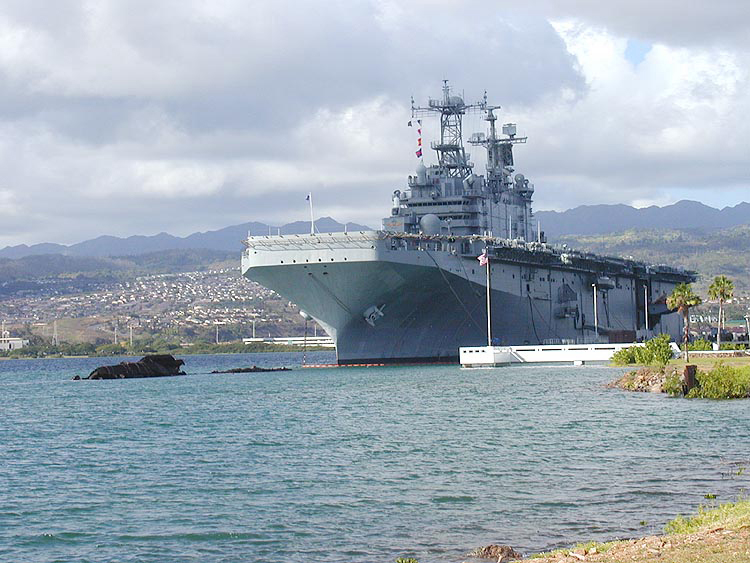
Мемориал линкора «Юта»

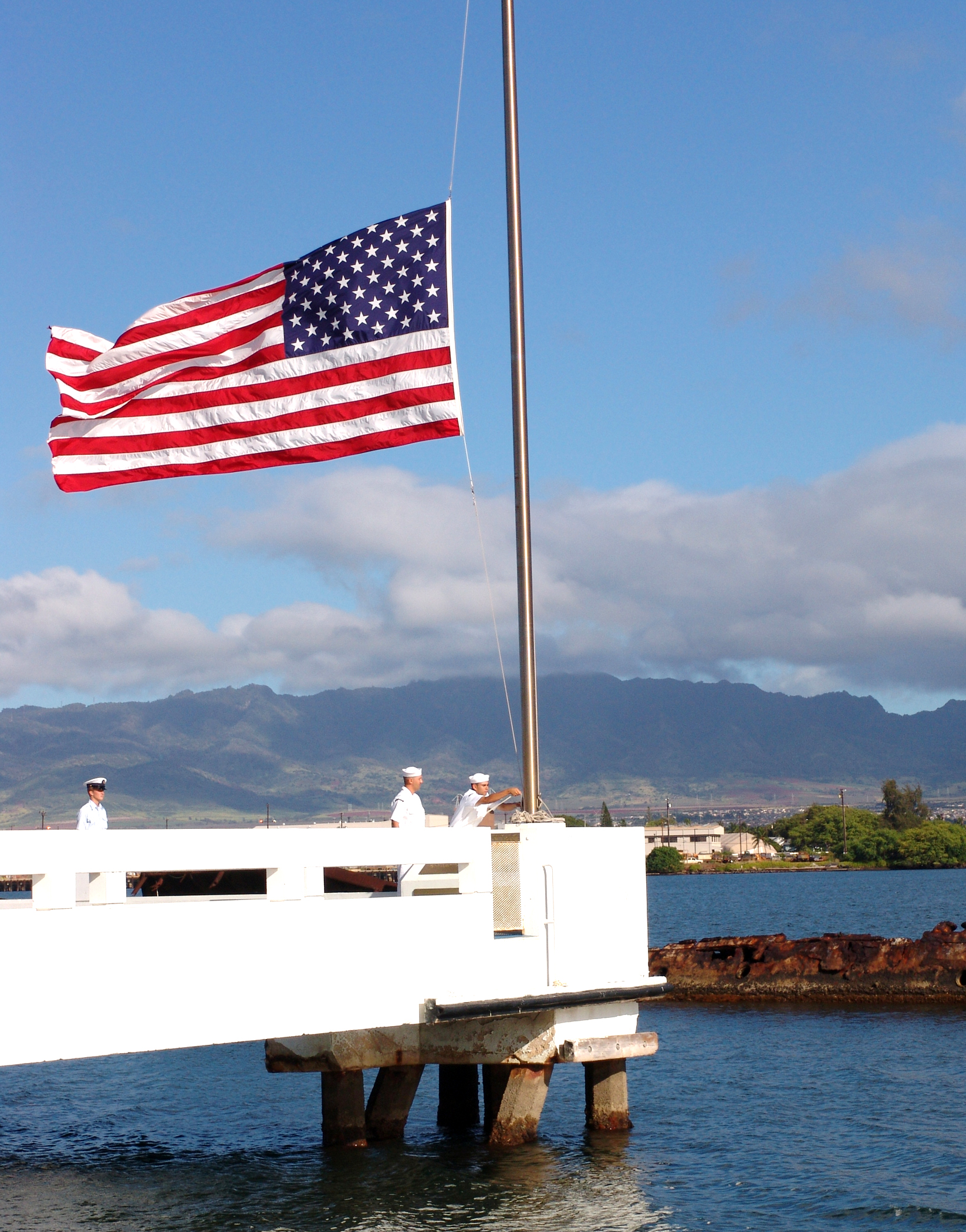
Подъем флага над остовом линкора «Юта»